# Un voyage au Portugal
Un voyage au Portugal (deutsch: Eine Reise nach Portugal) ist ein dokumentarischer Kurzfilm des französischen Regisseurs Pierre Primetens aus dem Jahr 2001. Er ist der erste Teil einer autobiografischen Trilogie.

## Handlung
Pierres Mutter starb, als er fünf Jahre alt war. Sein Vater sprach in den Jahren nach ihrem Tod nicht mehr über sie. Im Jahr 2000 – Pierre ist inzwischen 26 Jahre alt – macht die portugiesische Familie seiner Mutter ihn ausfindig und er begibt sich auf eine Reise nach Portugal.